# Фейсал ибн Турки Аль Сауд
Фейсал ибн Турки (араб. فيصل بن تركي الأول بن عبد العزيز آل‎; 1918—1968) — саудовский принц, сын принца Турки ибн Абдул-Азиза. Министр внутренних дел Саудовской Аравии (с 1961 по 1962).

## Биография
Родился в семье принца Турки ибн Абдул-Азиза и его жены. Его родители умерли, когда Фейсалу было 4 месяца. Фейсала вырастили его дед король Абдул-Азиз и дядя Сауд.
В июне 1961 года назначен своим дядей королем Саудом министром труда, а в сентябре того же года назначен министром внутренних дел Саудовской Аравии. 31 октября 1962 покинул государственную службу.
Умер в Эр-Рияде в 1968 году.
Имел 6 жён и 4 ребёнка (2 сына и 2 дочери).
Два сына принца Фейсала:принц Турки (1943—2009) и принц Абдалла (1945—2019) входили в Совет Преданности.

## Интересный факт
- Являлся старшим внуком короля Абдул-Азиза.